# Jaskinia Optymistyczna
Jaskinia Optymistyczna (ukr. Оптимістична печера) – jaskinia gipsowa, znajdująca się w pobliżu wsi Korolówka, w obwodzie tarnopolskim Ukrainy. Jest to największy system jaskiniowy Eurazji i piąta wśród jaskiń świata, m.in. po Jaskini Mamuciej i Jewel Cave. Jest to także największa gipsowa jaskinia świata.
Powstała wskutek rozłamów spowodowanych ruchami tektonicznymi i działających później gipsowych procesów krasowych. Jej długość wynosi 257 km. Jaskinia jest położona na terenie o powierzchni 2 km², w warstwie gipsów z neogenu o grubości zaledwie 20 m (stąd podobna, niewielka deniwelacja jaskini). Jej korytarze są zwykle niskie i zamulone, często tworzą rozbudowane, kilkupoziomowe systemy.
Jaskinia Optymistyczna została odkryta przez członków lwowskiego klubu speleologicznego Cyklop (ukr. Циклоп) w roku 1966, którzy początkowo zakładali, że ma mniej niż 3 km długości.